# Isabella d'Aragona (imperatrice)
Isabella d'Aragona (1302 – Stiria, 12 luglio 1330) è stata una principessa aragonese e regina consorte di Germania.

## Biografia
Isabella d'Aragona era figlia del re Giacomo II di Aragona e della terza consorte Bianca di Napoli, figlia del re Carlo II d'Angiò. Fu allevata dall'Imperatrice bizantina Costanza, che dopo la caduta degli svevi aveva trovato rifugio in Aragona presso sua nipote, a sua volta nonna d'Isabella.
A undici anni suo padre pensò di darla in sposa a Oscin d'Armenia, figlio di Leone III d'Armenia e Keran di Lampron. Le trattative matrimoniali furono avviate per acquisire le reliquie di Santa Tecla, situate a Sis, in Armenia, che Giacomo era ansioso di collocare nella cattedrale di Tarragona. Tuttavia le trattative terminarono per volere degli armeni che non desideravano stabilire legami più stretti con le potenze cattoliche.
A partire dal 1311, nuove trattative matrimoniali vennero avviate con la Germania: dopo nozze celebrate per procura a Barcellona nel 1313, Isabella sposò a Judenburg il 31 gennaio 1314 Federico I d'Asburgo, cui portò una ricca dote. In Germania ella venne conosciuta con il nome di Elisabetta. Nel 1314 Federico venne nominato Antimperatore del Sacro Romano Impero, e durante la pentecoste del 1315 Isabella venne incoronata Antimperatrice a Basilea. L'altro rivale imperatore era Ludovico il Bavaro, sposato con Beatrice di Slesia-Glogau.
L'unione con Federico fu armoniosa, anche se caratterizzata da difficoltà finanziarie. Il conflitto con Ludovico generò infatti notevoli costi a Federico, al punto che Isabella dovette più volte sacrificare i propri gioielli. Durante i due anni e mezzo di prigionia trascorsi dal marito dopo la sconfitta subita nella Battaglia di Mühldorf, Isabella dovette subire austerità così severe da incidere sulla sua salute. Il 5 settembre 1325 Federico e Ludovico arrivarono ad un compromesso accettando di divenire co-regnanti. Presto però Federico si ritirò in Austria dove morì il 13 gennaio 1330. Isabella lo seguì nella tomba dopo sei mesi e venne sepolta nella Chiesa dei Minoriti di Vienna.

## Figli
Isabella diede al marito tre figli:
- Federico (1316-1322);
- Elisabetta (1317-23 ottobre 1336);
- Anna (1318-Vienna, 14 dicembre 1343), data in sposa a Enrico XV di Baviera.

Dopo Anna non ebbero più figli. Una fonte ne spiega il motivo adducendo ad una presunta cecità di Isabella negli ultimi sei anni della sua vita.

## Ascendenza
|                        |                 |                       | Genitori                           |  |  | Nonni |  |  | Bisnonni             |  |  | Trisnonni            |  |
|                        |                 |                       |                                    |  |  |       |  |  | Giacomo I di Aragona |  |  | Pietro II di Aragona |  |
|                        |                 |                       |                                    |  |  |       |  |  | Giacomo I di Aragona |  |  | Pietro II di Aragona |  |
|                        |                 | Maria di Montpellier  |                                    |  |  |       |  |  | Giacomo I di Aragona |  |  |                      |  |
| Pietro III d'Aragona   |                 |                       |                                    |  |  |       |  |  | Giacomo I di Aragona |  |  |                      |  |
|                        |                 | Iolanda d'Ungheria    | Andrea II d'Ungheria               |  |  |       |  |  |                      |  |  |                      |  |
|                        |                 | Iolanda d'Ungheria    | Andrea II d'Ungheria               |  |  |       |  |  |                      |  |  |                      |  |
|                        |                 | Iolanda d'Ungheria    | Iolanda di Courtenay               |  |  |       |  |  |                      |  |  |                      |  |
| Giacomo II di Aragona  |                 | Iolanda d'Ungheria    |                                    |  |  |       |  |  |                      |  |  |                      |  |
|                        |                 | Manfredi di Sicilia   | Federico II di Svevia              |  |  |       |  |  |                      |  |  |                      |  |
|                        |                 | Manfredi di Sicilia   | Federico II di Svevia              |  |  |       |  |  |                      |  |  |                      |  |
|                        |                 | Manfredi di Sicilia   | Bianca Lancia                      |  |  |       |  |  |                      |  |  |                      |  |
| Costanza di Sicilia    |                 | Manfredi di Sicilia   |                                    |  |  |       |  |  |                      |  |  |                      |  |
|                        |                 | Beatrice di Savoia    | Amedeo IV di Savoia                |  |  |       |  |  |                      |  |  |                      |  |
|                        |                 | Beatrice di Savoia    | Amedeo IV di Savoia                |  |  |       |  |  |                      |  |  |                      |  |
|                        |                 | Beatrice di Savoia    | Margherita di Borgogna             |  |  |       |  |  |                      |  |  |                      |  |
| Isabella d'Aragona     |                 | Beatrice di Savoia    |                                    |  |  |       |  |  |                      |  |  |                      |  |
|                        | Carlo I d'Angiò | Luigi VIII di Francia |                                    |  |  |       |  |  |                      |  |  |                      |  |
|                        | Carlo I d'Angiò | Luigi VIII di Francia |                                    |  |  |       |  |  |                      |  |  |                      |  |
|                        | Carlo I d'Angiò | Bianca di Castiglia   |                                    |  |  |       |  |  |                      |  |  |                      |  |
| Carlo II d'Angiò       | Carlo I d'Angiò |                       |                                    |  |  |       |  |  |                      |  |  |                      |  |
|                        |                 | Beatrice di Provenza  | Raimondo Berengario IV di Provenza |  |  |       |  |  |                      |  |  |                      |  |
|                        |                 | Beatrice di Provenza  | Raimondo Berengario IV di Provenza |  |  |       |  |  |                      |  |  |                      |  |
|                        |                 | Beatrice di Provenza  | Beatrice di Savoia                 |  |  |       |  |  |                      |  |  |                      |  |
| Bianca di Napoli       |                 | Beatrice di Provenza  |                                    |  |  |       |  |  |                      |  |  |                      |  |
|                        |                 | Stefano V d'Ungheria  | Béla IV d'Ungheria                 |  |  |       |  |  |                      |  |  |                      |  |
|                        |                 | Stefano V d'Ungheria  | Béla IV d'Ungheria                 |  |  |       |  |  |                      |  |  |                      |  |
|                        |                 | Stefano V d'Ungheria  | Maria Laskarina                    |  |  |       |  |  |                      |  |  |                      |  |
| Maria Arpad d'Ungheria |                 | Stefano V d'Ungheria  |                                    |  |  |       |  |  |                      |  |  |                      |  |
|                        |                 | Elisabetta dei Cumani | Köten, re dei Cumani               |  |  |       |  |  |                      |  |  |                      |  |
|                        |                 | Elisabetta dei Cumani | Köten, re dei Cumani               |  |  |       |  |  |                      |  |  |                      |  |
|                        |                 | Elisabetta dei Cumani | …                                  |  |  |       |  |  |                      |  |  |                      |  |
|                        |                 | Elisabetta dei Cumani |                                    |  |  |       |  |  |                      |  |  |                      |  |